# UDELAS Fútbol Club
El UDELAS Fútbol Club es una asociación deportiva de fútbol de Panamá que juega en la Liga Prom, la segunda división de fútbol en el país.

## Historia
El club se fundó el 2012 por el profesor Jayro Benavides, estableció un programa de trabajo que involucra seguir invirtiendo en las categorías menores (Sub-7, Sub-9, Sub-11, Sub-13, Sub-15 y Sub-17) jugaron la liga distritorial y en la Copa Rommel Fernández.

### Nueva era
Desde el 2021 formó parte del proyecto de expansión de las diferentes ligas en el país, dentro de la cual empezó a participar como institución deportiva en la Segunda División de Panamá (conocida como Liga Prom) desde el Torneo Apertura 2021.

## Estadio
el club juega sus partidos de Liga Prom en el CAI Sport Center.

## Evolución del uniforme

### Auspiciantes
| Indumentaria |          |           |
| Período      | Logotipo | Proveedor |
| 2021 - Act.  |          | Viomar    |

| Patrocinador  |                      |                         |
| Período       | Patrocinador oficial | Patrocinador secundario |
| 2012-presente | UDELAS               |                         |

## Entrenadores
| N° | Entrenadores    | Período       |
| -- | --------------- | ------------- |
| 1. | Jayro Benavides | 2012-2023     |
| 2. | Manuel Valencia | 2023-2024     |
| 3. | Jayro Benavides | 2024-presente |